# Alex Carpani
Alex Enrico Carpani (Montreux, 7 gennaio 1970) è un compositore italiano, frontman della Alex Carpani Band (ACB).

## Biografia
Alex Carpani è nato da padre italiano e madre francese in Svizzera dove i genitori gestivano un collegio. A 6 anni ha iniziato a suonare l’organo elettronico e a prendere le prime lezioni di solfeggio e teoria musicale, per poi passare allo studio del pianoforte e della composizione.
A 7 anni ha incontrato il musicista inglese Keith Emerson che aveva iscritto suo figlio al collegio dei genitori di Alex Carpani. Da quel momento, la musica progressive e le tastiere hanno iniziato a far parte della sua vita musicale, influenzandone i gusti, lo stile e le esperienze successive.
In età adulta Alex Carpani si è trasferito a Bologna, dove vive e dove svolge, oltre all’attività da musicista, il lavoro di operatore culturale.

## Formazione musicale
Ha ottenuto una laurea in DAMS – Musica all’Università di Bologna con una tesi sulla musica di Nino Rota nel cinema di Federico Fellini.
Grazie a questa tesi ha vinto il primo premio della Fondazione Fellini nel 1997. Ha conseguito inoltre una specializzazione al C.E.T., la Scuola di Mogol, in Composizione e arrangiamento di musica da film e una specializzazione alla Fondazione Arte Scenica di Bologna in Sound Engineering .

## Carriera

### Gemini (1990-1992)
Nel 1990, all'età di 20 anni, Alex Carpani ha fondato insieme al compositore tastierista Paolo Bonori il duo strumentale Gemini. Da questo duo sono nati due concept album: Polychromie e States of Mind from a Surrealist Existence caratterizzati da sinfonie new age e rinascimentali che si fondono con la musica progressive. Il duo ha tenuto anche diversi concerti dove la musica era accompagnata da filmati, danze e scenografie. Il brano "Gentle Ballad", tratto dal secondo album, è stato inserito in un LP  e distribuito a livello nazionale. 
A causa del sovrapporsi di interessi e progetti da solisti, il duo si è sciolto nel 1992 poco prima della registrazione del terzo album rimasto incompiuto.

### Periodo da solista (1993-2005)
Il primo lavoro da solista ha visto la luce nel 1993. Si tratta del concept album Hypothesis che include alcuni brani recuperati dal terzo album incompiuto del duo Gemini. 
Nel 1994, ispirato dall'incontro con Mogol e spronato dal corso di Musica da film tenuto da Stelvio Cipriani, Alex Carpani ha iniziato a cimentarsi in nuovi generi musicali e a scrivere musica sinfonica e orchestrale, specializzandosi nella composizione musicale abbinata agli audiovisivi. 
Dal 2000, sotto lo pseudonimo di Al.En.Ca. (dall'acronimo del suo nome completo), ha prodotto diverso materiale musicale di genere elettronico, per il teatro, musica e poesia e progressive rock.

### Waterline (2003-2009)
Costretto all'immobilità causata da una gamba ingessata, nel 2003, in tre settimane Alex Carpani ha concepito nel suo home-studio Waterline. L'album è stato completamente composto e arrangiato dallo stesso autore e presentato in versione demo ad Aldo Tagliapietra (Le Orme), il quale ha messo in contatto Alex Carpani con l'etichetta discografica californiana CypherArts. Alcuni mesi dopo, Alex Carpani ha ottenuto il contratto per la realizzazione e la pubblicazione del disco. Dopo un lungo processo lavorativo, il prodotto finale ha visto la luce nel 2007.
Il genere proposto in Waterline è il progressive rock, dove Alex Carpani è il tastierista in tutti i brani, affiancato da numerosi musicisti ospiti . Tra i più conosciuti vi sono: Neil Bettencourt (batteria e percussioni), Dan Shapiro e Ken Jaquess (basso), Tony Spada, John Thomas, Robert Wolfe e Marc Pattison (chitarre), Cory Wright (sassofoni e flauto), David Scott e Michel Sairawy (chitarre elettriche e acustiche).
Inizialmente il disco doveva essere interamente strumentale, ma si è trasformato successivamente in un disco cantato, con le parti vocali affidate ad Aldo Tagliapietra e a Beatrice Casagrande. L'illustrazione dell'album è stata invece affidata a Paul Whitehead, che attraverso la sua interpretazione del titolo ha ispirato Alex Carpani per la scrittura dei testi e per i titoli dei brani.
Dal 2007 al 2009 l'artista è stato impegnato insieme alla Alex Carpani Band (ACB), fondata allo scopo di eseguire dal vivo l'album, nel Waterline Tour, una serie di 30 concerti in 8 Paesi: Italia, U.S.A, Norvegia, Messico, Lituania, Svezia, Inghilterra e Danimarca. La band si è anche esibita in contesti come il Baja Prog Festival, il Verona Prog Festival, il Gong Festival, il S.I.R. di Los Angeles, il The Rock di Copenaghen, la spiaggia del Lido di Venezia, la Stazione Birra di Roma, il M.E.I. di Faenza.

### The Sanctuary (2010-2012)
Il 30 ottobre 2010 è stato pubblicato The Sanctuary, il secondo album in studio dell'artista. L'album è dedicato a un immaginario santuario che separa il protagonista dal mondo esterno che lo circonda. Come per Waterline le illustrazioni sono nuovamente ad opera di Paul Whitehead, che ancora una volta ha ispirato Alex Carpani nei titoli e nei testi dei brani dell'album. Il progetto ha coinvolto altri due membri della Alex Carpani Band (ACB); Ettore Salati alle chitarre e Fabiano Spiga al basso, mentre il batterista è Gigi Cavalli Cocchi. L'album per la prima volta è stato co-pubblicato da Ma.Ra.Cash Records e da CypherArts.
Il Tour del disco si è svolto nel 2010-2011 e si è articolato in 25 concerti tenuti in 7 Paesi (Italia, Francia, Germania, Serbia, Giappone, Danimarca e Svezia) con apparizioni in prestigiosi festival come Prog'Sud Festival, Nisville Festival, Slottsskogen Festival, Garden Prog Festival, Veruno Prog Festival.

### 4 Destinies (2013-2014)
Nel 2013 Alex Carpani è stato impegnato con la sua band e David Jackson, in un nuovo tour europeo in Svezia, Francia, Olanda, Belgio e Germania.
Nello stesso periodo l'autore ha iniziato a lavorare alla stesura del suo terzo album in studio 4 Destinies.
L'album è uscito il 31 marzo 2014 ed è ispirato a una foto scattata da Alex Carpani nel 2009 all'opera "L'etrusco", realizzata nel 1976 da Michelangelo Pistoletto. L'opera si trova nel Museo d'Arte Moderna di Fort Worth, in Texas e ripropone il calco in gesso di una scultura etrusca, l'Arringatore, che Pistoletto colloca dinnanzi a uno specchio.
Il tema affrontato nell'album è quello del percorso che ogni essere umano intraprende durante la propria vita: in ogni viaggio individuale nasce la necessità di operare scelte, d'intraprendere direzioni che finiscono  per condizionare il futuro. Nascono così percorsi distinti che alludono a quattro differenti destini, da cui il titolo, rappresentati da altrettanti brani di medesima durata, circa 14 minuti ciascuno, nei quali l'argomento viene trattato, con un cantato bilingue, inglese e italiano. L’artwork dell'album è stato curato da Paolo Botta.

### So close. So far. (2016)
Il quarto titolo dell'artista, edito ancora da Ma.Ra.Cash Records, è uscito il 4 marzo 2016. La tematica affrontata dall'album è basata su un'osservazione: nell'era di internet e del virtuale, i posti, le cose, soprattutto le persone, sembrano essere vicine quando in realtà sono spesso lontane. Le distanze tra le persone crescono a causa della difficoltà di comunicazione. In tutto questo la tecnologia può compiere seri danni. La speranza di una soluzione è affidata alla possibilità di continuare a vivere le emozioni, di seguire il proprio cuore, di vivere la vita reale. Nell'album si possono ascoltare anche i contributi della voce di Joe Sal e degli strumentali di Ettore Salati e di Giambattista Giorgi.

## Discografia

### Album in studio
- 2007 - Waterline
- 2010 - The Sanctuary
- 2014 - 4 Destinies
- 2016 - So Close. So Far.

### Gemini
- 1990 - Polychromie
- 1990 - States of mind from a surrealist existence

### Demo/Solista
- 1993 - Hypothesis
- 1994 - Reflections
- 1994 - Utopia
- 1995 - Themes
- 1995 - The clock, the heart and the machine
- 1996 - Sonorous views + classica in rock
- 1996 - Phonicsphere
- 1997 - Exploration
- 1998 - La folgore e l'estasi - The thunder and the exctasy

### Raccolte
- 1999 - Garden of Impressions
- 2004 - Sol et luna

### Al.En.Ca
- 2000 - Fizz
- 2001 - Don't turn back
- 2001 - Alien in mind
- 2001 - Cul de sac
- 2002 - Le prospettive mancanti - The missing perspectives
- 2002 - Flussi caldiaci - Caldiaci flows
- 2002 - La cruna dell'ago - The eye of the needle
- 2002 - What we are
- 2002 - Electrosuites
- 2003 - Le stanze - The rooms
- 2003 - The night express
- 2003 - Electro-soup at 10:00 pm
- 2003 - Un cane ai piedi di se stesso - A dogsitting down at its feet
- 2004 - Dov'è che la memoria - Where the memory is
- 2004 - Il ritorno - Piazza Maggiore anno zero - The return

### Progetti
- 1996 - Il cardinale Lambertini
- 2003 - Aqua experience
- 2004 - Passaggi
- 2004 - Canzoni per Iskra - Song for Iskra
- 2005 - The borg symphony
- 2007 - Spot Caritas Piacenza - The "Caritas" spot